# Tehwildar
Le tehwildar, nella corte Moghul, erano le ufficiali pagatrici assegnate alla consegna degli appannaggi alle abitanti delle zenana.

## Storia
La maggior parte del consolidamento dell'etichetta di corte presso l'impero Moghul si verificò sotto il regno dell'imperatore Akbar. Divergenti fonti davano la dimensione del suo harem da 300 a 5.000 mogli. All'interno della zenana vi erano anche eunuchi, concubine, membri della casa reale, serve e intrattenitrici, tutto ciò che era necessario a mandare avanti una comunità così numerosa. Pertanto, la necessità di organizzare la gestione della vita nella zenana portò alla creazione di numerose cariche ufficiali all'interno dell'harem.
Tra queste posizioni vi era quella delle tehwildar. Descritte come "contabili ufficiali delle dame regali e cassiere di tutte le donne che prestavano la loro opera nella zenana, tra cui le darogha, dovevano provvedere ai loro stipendi," erano responsabili di tutte le transazioni finanziarie relative alla zenana ed alle sue residenti. L'erogazione degli stipendi poteva essere stata sotto la responsabilità primaria del cassiere. Tuttavia, altre funzioni comprendevano la somministrazione di appannaggi alle dame reali. Tutte le richieste di fondi venivano inviate alle tehwildar per l'approvazione. Esse poi scrivevano un memorandum al tesoriere che approvava il loro documento ufficiale. In seguito il  Ministro del Tesoro avrebbe erogato i fondi in contanti.